# جائزة ديترويت بيلي إيزلي الكبرى 2014
2014 شفرولت دترويت بل إسل جراند بريكس (بالإنجليزية: 2014 Chevrolet Detroit Belle Isle Grand Prix)‏ هو أحد سباقات سلسلة إندي كار 2014 أقيم بتاريخ 31 مايو و1 يونيو 2014 في ديترويت، الولايات المتحدة. حلّ الأسترالي ويل باور أولا بينما جاء الأمريكي غراهام رحال في المركز الثاني وحصل على المركز الثالث البرازيلي توني كنعان.